# Most Anji
Most Anji (chiń. upr. 安济桥; chiń. trad. 安濟橋; pinyin Ānjì Qiáo) – kamienny most łukowy nad Xiao He w powiecie Zhao w chińskiej prowincji Hebei. Powstał w latach 595-605 za rządów dynastii Sui, a jego projekt przypisuje się Li Chunowi. Jest to najstarszy zachowany do dziś most w kraju. Bywa również nazywany Wielkim Kamiennym Mostem (chiń. upr. 大石桥; chiń. trad. 大石橋; pinyin Dàshí Qiáo) lub Mostem Zhaozhou (chiń. upr. 赵州桥; chiń. trad. 趙州橋; pinyin Zhàozhōu Qiáo); nazwa ta pochodzi z okresu, kiedy powiat Zhao funkcjonował jako prefektura Zhao (趙州).
Most został wzniesiony w formie łuku odcinkowego, ma ok. 51 m długości i ok. 37 m rozpiętości. Wysokość mostu wynosi 7,3 m, zaś jego szerokość – 9 m. Przęsło łukowe składa się z 28 wąskich łuków ustawionych obok siebie, wykonanych z wapiennych klińców zespolonych żelaznymi złączami. Wszystkie łuki połączono ze sobą dziewięcioma żelaznymi prętami biegnącymi w poprzek mostu. W pachach głównego łuku znajdują się po dwa mniejsze łuki, które spełniają dwie funkcje: w przypadku powodzi przez łuki przepływa woda, co zmniejsza napór na konstrukcję, a ponadto zmniejszają one masę mostu o ok. 700 ton, czyli w sumie o 15%, co ma istotne znaczenie ze względu na niewielki stosunek wysokości mostu do jego rozpiętości oraz duże siły, jakie oddziałują na przyczółki osadzone w glinie o małej nośności.
Most jest używany do dziś, a jego konstrukcja pozostaje nienaruszona. Jedynym elementem, który wymieniano były kamienne balustrady przyozdobione wizerunkami smoków i innych mitycznych stworzeń. W latach 1955–58 most został poddany renowacji, a w 1961 roku uznany za zabytek i objęty ochroną. W 1991 roku stowarzyszenie American Society of Civil Engineers uznało go za Międzynarodowy Zabytek Inżynierii Budowlanej. W 1996 roku most został nominowany przez władze chińskie do wpisania na Listę Światowego Dziedzictwa UNESCO.